# Берлингтон (Вермонт)
Бе́рлингтон (англ. Burlington, [ˈbɝlɪŋtən]) — крупнейший город американского штата Вермонт, центр округа Читтенден. Основан в 1785 году. Расположен на склоне холма между берегом озера Шамплейн и Зелёными горами, в 72 км к югу от американо-канадской границы (Вермонт-Квебек) и в 151 километре к югу от Монреаля.
Берлингтон получил название по имени семейства Берлингов, первым освоившего окрестные земли. Годом основания поселения считается 1763 г., однако его активное заселение началось лишь десять лет спустя, когда здесь заработали судоверфь и лесопилка. На случай нападения британцев в городе имелся гарнизон. Когда разгорелась Англо-американская война 1812—1814, из Берлингтона осуществлялся обстрел британского флота.
Берлингтон — крупнейший культурный центр штата Вермонт. В 1791 г. здесь основан Вермонтский университет, в 1878 — колледж Шамплейн. Старое здание университета («Old Mill») заложил генерал Лафайет. В 11 км к югу от города на территории 18 га раскинулся Шелбёрнский музей, освещающий жизнь американских первопроходцев. Также туристов привлекают дом и могила одного из вождей североамериканских повстанцев Итена Аллена.
В 2006—2012 годах мэром города был Боб Кисс, представляющий сильную здесь Вермонтскую прогрессивную партию левого толка. С 6 марта 2012 года мэром города является представитель Демократической партии США — Миро Вейнбергер.

## География
Берлингтон расположен на восточном берегу озера Шамплейн.

### Климат
Берлингтон имеет влажный континентальный климат (Dfb согласно классификации климата Кёппена) с холодной зимой и теплым, влажным летом. Среднемесячная температура варьируется от −7,4 C° в январе к 21.4 C° в июле. Среднегодовое количество осадков составляет 937 мм, а наиболее влажными являются летние месяцы. Под влиянием озера Шамплейн в городе возможны снежные шквалы, когда в некоторых случаях за 12 часов может выпасть до 33 см снега. Всего осадков в виде снега в Берлингтоне выпадает в среднем 206 см, но это значение может заметно меняться от года к году.
- Среднегодовая температура — +7,7 C°
- Среднегодовая скорость ветра — 3,6 м/с
- Среднегодовая влажность воздуха — 70 %

| Показатель                | Янв.  | Фев.  | Март  | Апр.  | Май  | Июнь | Июль | Авг. | Сен. | Окт. | Нояб. | Дек.  | Год   |
| ------------------------- | ----- | ----- | ----- | ----- | ---- | ---- | ---- | ---- | ---- | ---- | ----- | ----- | ----- |
| Абсолютный максимум, °C   | 18,9  | 16,7  | 28,9  | 32,8  | 33,9 | 37,8 | 37,8 | 38,3 | 36,7 | 29,4 | 23,9  | 19,4  | 38,3  |
| Средний максимум, °C      | −2,7  | −0,8  | 4,4   | 12,6  | 19,6 | 24,6 | 27,2 | 26,1 | 21,3 | 14,0 | 7,5   | 0,7   | 12,9  |
| Средняя температура, °C   | −7,4  | −5,8  | −0,6  | 7,1   | 13,5 | 18,8 | 21,4 | 20,4 | 15,8 | 8,9  | 3,4   | −3,4  | 7,7   |
| Средний минимум, °C       | −12,1 | −10,8 | −5,6  | 1,6   | 7,4  | 12,9 | 15,7 | 14,7 | 10,4 | 3,9  | −0,6  | −7,5  | 2,5   |
| Абсолютный минимум, °C    | −34,4 | −34,4 | −31,1 | −16,7 | −4,4 | 0,0  | 3,9  | 1,7  | −3,9 | −9,4 | −19,4 | −33,9 | −34,4 |
| Норма осадков, мм         | 52    | 45    | 56    | 72    | 88   | 94   | 106  | 99   | 93   | 91   | 80    | 61    | 937   |
| Источник: Погода и климат |       |       |       |       |      |      |      |      |      |      |       |       |       |

## Галерея

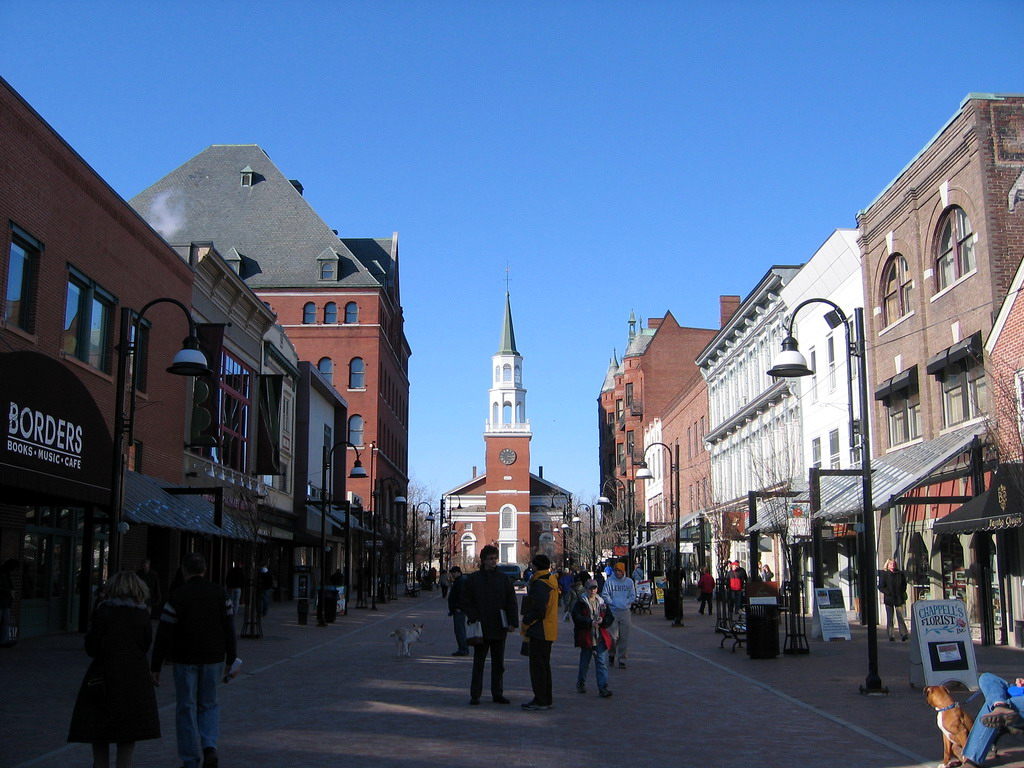
Центральная улица Берлингтона
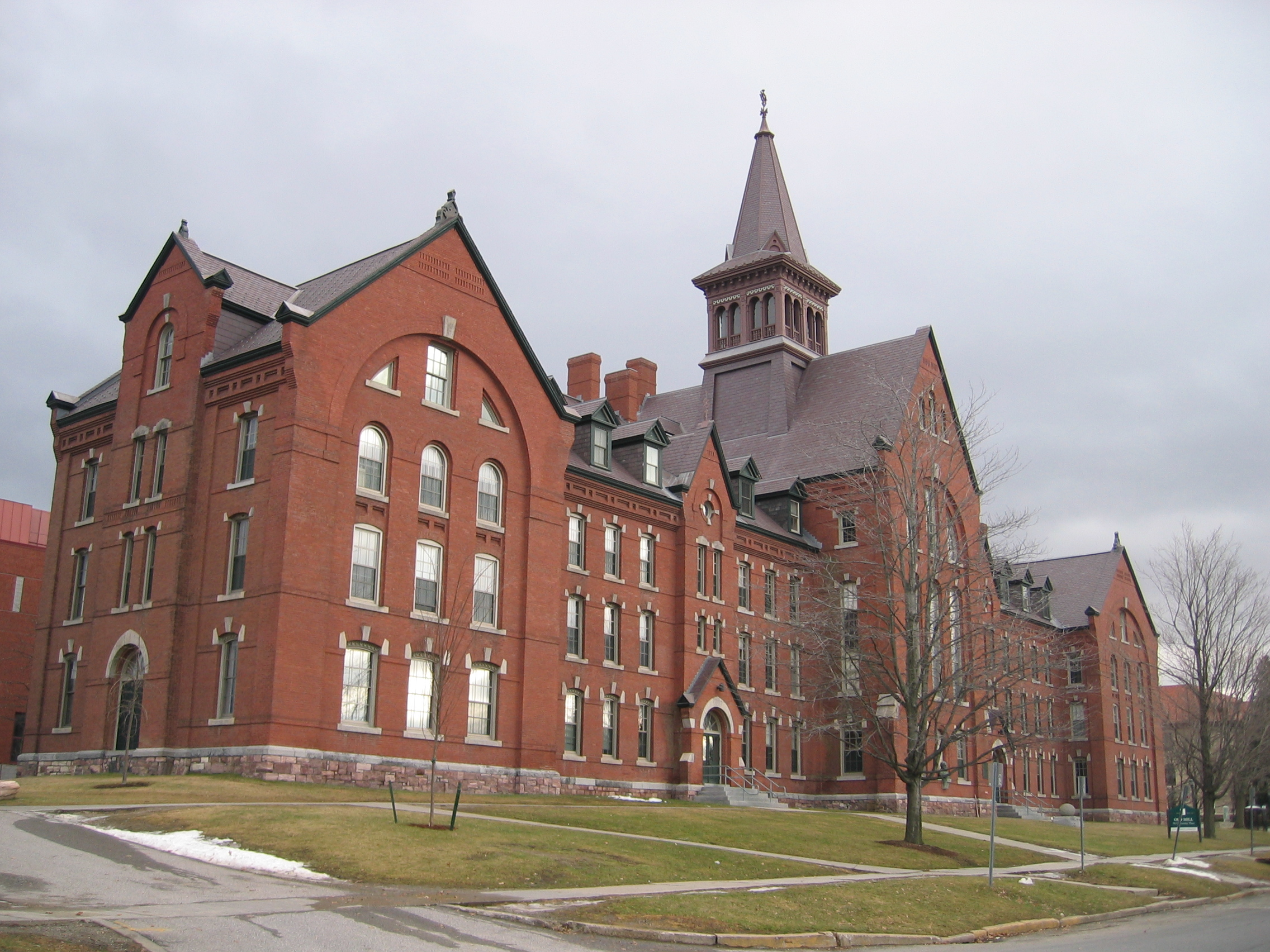
Университет Вермонта

## Города-побратимы
- Израиль: Арад
- Канада: Берлингтон (Онтарио)
- Государство Палестина: Вифлеем
- Япония: Нисиномия
- Франция: Онфлёр
- Никарагуа: Пуэрто-Кабесас

В 2022 году Берлингтон (США) приостановил сотрудничество с Ярославлем из-за вторжения России на Украину

## Факты
15 октября 1947 года в городе останавливался Американский поезд свободы.
Тут родился серийный убийца Банди, Тед